# نوربرت فيليب
نوربرت فيليب (12 يونيو 1948 - ) (بالإنجليزية: Norbert Phillip)‏ هو لاعب كريكت دومينيكي. شارك مع منتخب الهند الغربية للكريكت وWindward Islands cricket team ‏. أما مع النوادي، فقد لعب مع نادي مقاطعة ساسكس للكريكت ‏ وCombined Islands cricket team ‏.

## وصلات خارجية
- نوربرت فيليب على موقع إي آس بي آن كريك إنفو (الإنجليزية)